# Utsetela neglecta
Utsetela neglecta är en mullbärsväxtart som beskrevs av C.C.H. Jongkind. Utsetela neglecta ingår i släktet Utsetela och familjen mullbärsväxter. Inga underarter finns listade i Catalogue of Life.